# 中田誠司
中田 誠司 (なかた せいじ、1960年 - ) は、日本の実業家。

## 人物
東京都出身。早稲田大学高等学院を経て、1983年早稲田大学政治経済学部卒業後、大和証券入社。法人本部長、営業本部長、大和証券グループ本社COO、2017年大和証券グループ本社取締役代表執行役社長CEO、大和証券代表取締役社長などを経て、2024年大和証券グループ本社取締役会長兼執行役、大和証券代表取締役会長。